# Mefisto (muzikál)
Mefisto je muzikál Daniela Bartáka a Zdeňka Zelenky (texty písní Boris Pralovszký) z roku 2016. Jde o původní český muzikál na motivy Goetheova Fausta. Světová premiéra muzikálu proběhla 3. listopadu 2016 v Divadle Hybernia v Praze. Toto představení dostalo hlavní cenu Thálie, kterou za ztvárnění hlavní role převzal Josef Vojtek a také ocenění na 12th DIMF - prestižním muzikálovém festivalu, kde Daniel Barták získal hlavní cenu za mužský herecký výkon v hlavní roli.

## Autoři
- Hudba – Daniel Barták[4]
- Scénář – Zdeněk Zelenka[5]
- Texty písní – Boris Pralovszký[6]
- Choreografie – Leona Qaša Kvasnicová[7]
- Režie – Zdeněk Zelenka, Filip Renč

## Originální obsazení
- Profesor Faust / Starý Mefisto – Josef Vojtek / Jiří Zonyga
- Andreucio / Mladý Mefisto – Jan Kříž / Petr Ryšavý / Daniel Barták
- Markéta – Ivana Korolová / Karolína Gudasová / Taťána Cukrová
- Bankéř Bosetti – Jaromír Dulava / Michal Novotný
- Laurecie Bosetti – Dita Hořínková / Iva Marešová
- Hospodská Giulieta – Hana Křížková / Renáta Podlipská
- Komisař Dragonetti – Tomáš Trapl / Rudolf Kubík
- Principál Alberto – Martin Pošta / Jiří Zonyga
- Hospodin – Jiří Minařík / Karel Jinda (tanečníci) / Viktor Preiss (hlas)
- Lucifer – Michal Máša / Alexej Kolva (tanečníci) / Daniel Barták (hlas)
- Studenti – Ladislav Korbel / Lukáš Randák / Marco Salvadori / Štěpán Klouček / Andrea Holá / Jitka Jirsová
- Pěvecká a taneční company – Eva Miškovič, Klára Jelínková, Dorota Paulíková, Aneta Dobešová, Martin Šemík, Vít Bečvář, Jaromír Holub, David Bouša, Johana Hájková, Martina Ctiborová, Kateřina Gornioková, Taťána Cukrová, Veronika Hanušová, Matěj Kupčík, Petr Faltus, Václav Procházka, Radek Fišer, Sabina Olijve, Adriana Bajtková, Tereza Bílková, Nicole Seidlerová, Jan Olexa, Jaroslav Parči, Jakub Kudrnáč, Ondřej Pilnaj, Pavlína Vejnarová, Pavla Harangová, Kristýna Stránská, Adéla Abdul Khaleg, Lukáš Prokop, David Sklenička, Michal Halačka, Marek Lhotský

## Děj

### 1. dějství
Příběh je inspirován jedním ze základních motivů Goethova díla Faust. Hospodin a Lucifer se na začátku děje zamýšlejí, zda je možné získat pro peklo duši jakéhokoliv člověka. Hospodin tvrdí, že ne každý člověk je schopen svoji duši zaprodat výměnou za výhody, které by mu peklo poskytlo v jeho pozemském životě. Předmětem jejich zájmu se stane stařičký profesor Faust, který je nešťastný z toho, že se mu život krátí a že již tedy nebude mít čas dokončit své rozsáhlé vědecké dílo. Hospodin je přesvědčen, že duši tohoto vzdělaného, moudrého člověka peklo nezíská, Lucifer tvrdí, že vše je pouze otázkou nabídky. Oba uzavřou sázku a Lucifer se dá do díla prostřednictvím svého vyslance na zemi, což je všeho schopný intrikán Mefisto. Cílem jeho veškerého snažení je získat pro peklo Faustovu duši a dokázat tak, že člověk jako tvor si přízeň Hospodina nezaslouží.
Děj muzikálu začíná v den, kdy má starý profesor Faust narozeniny a studenti na něho čekají před univerzitou, aby mu vzdali svůj hold. Profesor Faust je jejich přízní a obdivem potěšen, a když se po prvním tanečním čísle rozutečou všichni do krčmy, stařičký Faust unaveně usedá na zídku a usne. Probouzí ho až příjezd komediantů, kteří zvou Florenťany na své vystoupení. Faust spatří dívku, která ho na první pohled zaujme. Je to Markétka, která se v písni vyzná ze své samoty. Starý profesor je dívkou přímo omámen, její krása a čistá duše mu připomněla, že on se celý život věnoval jen vědám a lásku zcela opomíjel. Po tomto osudovém setkání komedianti odjíždějí a profesor Faust se vydává na cestu domů, do paláce bankéře Bosettiho, svého mecenáše. Netuší, že to bude cesta strastiplná, neboť Mefisto se dá do díla. Ozve se tajemný hlas, který Faustovi připomene, že se blíží jeho smrt. Mefisto má za cíl přimět profesora Fausta k šílenství a v okamžiku největší hrůzy mu nabídnout čas, na dokončení jeho díla. Mefisto děsí profesora nejen svým hlasem, ale postupně se mu zjevuje jako stín, nechává ho vidět postavy, které nikdo jiný nevidí, a když je profesor na pokraji šílenství, zjeví se mu Mefisto ve skutečné podobě. Mefistem je mladík. Faustovi připomene, že ho za krátký čas čeká záhrobí a vzápětí mu ukáže, že by ho také mohlo čekat i mládí. Mefisto, aniž se Fausta optá na svolení, mu mládí na zkoušku dá. Na scénu vtančí duchové, začne divoký rej, ve kterém se ocitne jak profesor, tak Mefisto, a když duchové zmiznou, stojí na scéně mladík. Profesor zjišťuje, že mu Mefisto propůjčil svoji podobu. Profesor Faust se stane mladíkem v Mefistově mladém těle. Mladý Faust se ihned táže, co za tuto proměnu bude od něho Mefisto chtít, ale ten neodpoví, jen mu sdělí, že se jednou zjeví a že spolu cosi smluví. Co spolu smluví, zůstává zatím tajemstvím, o duši ještě nepadne ani slovo...
A tak profesor Faust začne naplno užívat znovu nabyté mládí. Paradoxně se setkává se svými studenty, kteří ani netuší, že vlastně mluví se svým profesorem. Co je ale nejdůležitější, Faust se znovu setkává s Markétkou. Oba zjišťují, že si jsou osudem určeni, Faust tedy poprvé zažívá velkou lásku. Ta je však ohrožena podezřením, že je mladý Faust zlodějem, neboť jeho vlastní sluha ho přistihl v domě bankéře a nemohl tušit, že je tam mladík vlastně doma. Mladý Faust je zatčen a uvězněn v žaláři. Mefisto se zjeví v žaláři a prohlásí, že onen mladík byl v paláci zcela oprávněně, neboť je to jeho vlastní syn, kterého do této doby tajil. Zejména Markétka je nadšena, když se doví, do koho se vlastně zamilovala.
Mefisto mu umožní prožít slasti, které mládí člověku nabízí a nechá ho podlehnout erotickým hrátkám s bankéřovou manželkou. Jakmile si mladý Faust uvědomí, jak zhřešil, hne se v něm svědomí a má jediný cíl - setkat se opět s Markétkou. Běží za ní na kraj města, kde komedianti vždy vystupovali, ale cestou mu intrikán Mefisto konečně prozradí, co za mládí a jeho slasti bude chtít. Když se Faust doví, že má obětovat svoji duši, zásadně odmítne. Jeho odmítnutí je nekompromisní a mladý Faust se opět stává starcem. Mefisto se však nevzdává a slibuje, že svůj boj o Faustovu duši nevzdá. Faust se setkává s Markétkou a ta nechápe, proč ji obtěžuje starý pan profesor. Zděšeně od něho utíká a starý profesor Faust je zoufalý, protože pochopil, že Markétku navždy ztratil. Aspoň na konci prvního dějství je o tom přesvědčen…

### 2. dějství
Starý profesor Faust ztrátou Markétky jakoby ještě více zestárnul. Zjeví se mladý Mefisto, který nepřestal usilovat o Faustovu duši, a oznámí profesorovi, že se blíží poslední hodina jeho života. Zcela záměrně mu sdělí, že zatímco Faust bude na onom světě, on si tu bude užívat s Markétkou a dokonce před blouznícím Faustem předstírá, že se s umírajícím přišla jeho láska rozloučit. Starý profesor se vyděsí, uvědomí si, že Markétka by po jeho smrti žila s ďáblem v domnění, že žije s profesorovým synem. Mefisto naléhá, říká, že jedinou možností, jak může starý profesor Markétku zachránit, je podepsat mu úpis a obětovat svoji duši. Profesor tentokrát neváhá a kvůli záchraně Markétky Faustovi úpis podepíše. Dá si ale jednu podmínku, svou duši odevzdá, až bude na vrcholu štěstí. Mefisto nerad, ale na podmínku přistoupí. Starý Faust ve svém horečnatém stavu nepochopil, že vše byla Mefistova intrika, návštěva Markétky byla pouhá představa. Nicméně svoji duši Faust obětoval a stal se opět mladým. Svým podpisem a vlastně již ztrátou duše se mladý profesor Faust duševně promění, jakoby se v něm probudily do této doby potlačované špatné vlastnosti. Začne se chovat tak, jakoby o duši svým podpisem už za života přišel. Profesor Faust v mladém Mefistově těle se rozhodne si své podruhé nabyté mládí opravdu užít, a to za každou cenu. Nejprve slíbí pomoc zkrachovalému bankéři, u kterého léta bydlí, jelikož je přesvědčen, že ve spojení s Mefistem přijdou na nějaký nápad, jak bankéři znovu banku naplnit penězi. Hlavním cílem Mefista však je získat pro mladého Fausta obdiv a slávu a uspíšit tak okamžik, kdy se mladý Faust ocitne na vrcholu štěstí. Mefisto totiž vychází ze znalostí člověka, tvrdí, že nejvíce je člověk šťastný, když se dotkne moci. Mefistovi se skutečně podaří získat pro mladého Fausta obdiv a úctu nejen bankéře, ale i všech obyvatel Florencie, kterým údajně svým vynálezem pomohl ke zbohatnutí. Mladý Faust se za odměnu stává představitelem Florencie a začíná si užívat své moci. Ztrácí přátele, nechává se obdivovat, propadá prostopášnému životu, ale hlavně zapomíná na Markétku, která nechápe, proč o ni ztratil zájem. Ovšem nejen mladý Faust se začal chovat jako vyměněný, překvapivě i Mefisto začíná jednat v rozporu se zákony pekla, zatoužil totiž po dalších lidských duších, ovšem získávat je chce lstí, což jeho nadřízený, tedy Lucifer, vidí velice nerad. Peklo je totiž vždy spravedlivé, každému správně odměří jeho hříchy, ale hlavně ani ďábel nesmí svévolně dělat lidem peklo na zemi. Není divu, že se Lucifer rozhodne Mefista potrestat, nařkne ho, že dělá peklu ostudu a nařídí, aby vše, co vzešlo z Mefistovy hlavy, bylo sežehnuto ohněm. Tak se stane, že shoří i Faustův úpis a když není podpis, není ani důvod, aby Faust zůstával nadále mladým. V závěru příběhu se tedy mladý Faust stává opět starým panem profesorem, ovšem tentokráte Markétku neztrácí, protože silná láska přetrvá navzdory rozdílnému věku.

## Zajímavosti a fakta
- Muzikál Mefisto měl premiéru k 10. výročí otevření Divadla Hybernia.[8]
- Získal cenu Thálie, kterou za ztvárnění hlavní role převzal Josef Vojtek.[9]
- V průběhu zkoušení musel ze zdravotních důvodů vystřídat režiséra Filipa Renče autor scénáře Zdeněk Zelenka.[10]
- Představení bylo kritikou velmi dobře přijato.[11]